# Johann Ernst Döring
Johann Ernst Döring (* 5. Januar 1704 in Voigtstedt (?); † 17. Juli 1787 in Ostheim) war ein deutscher Orgelbauer.

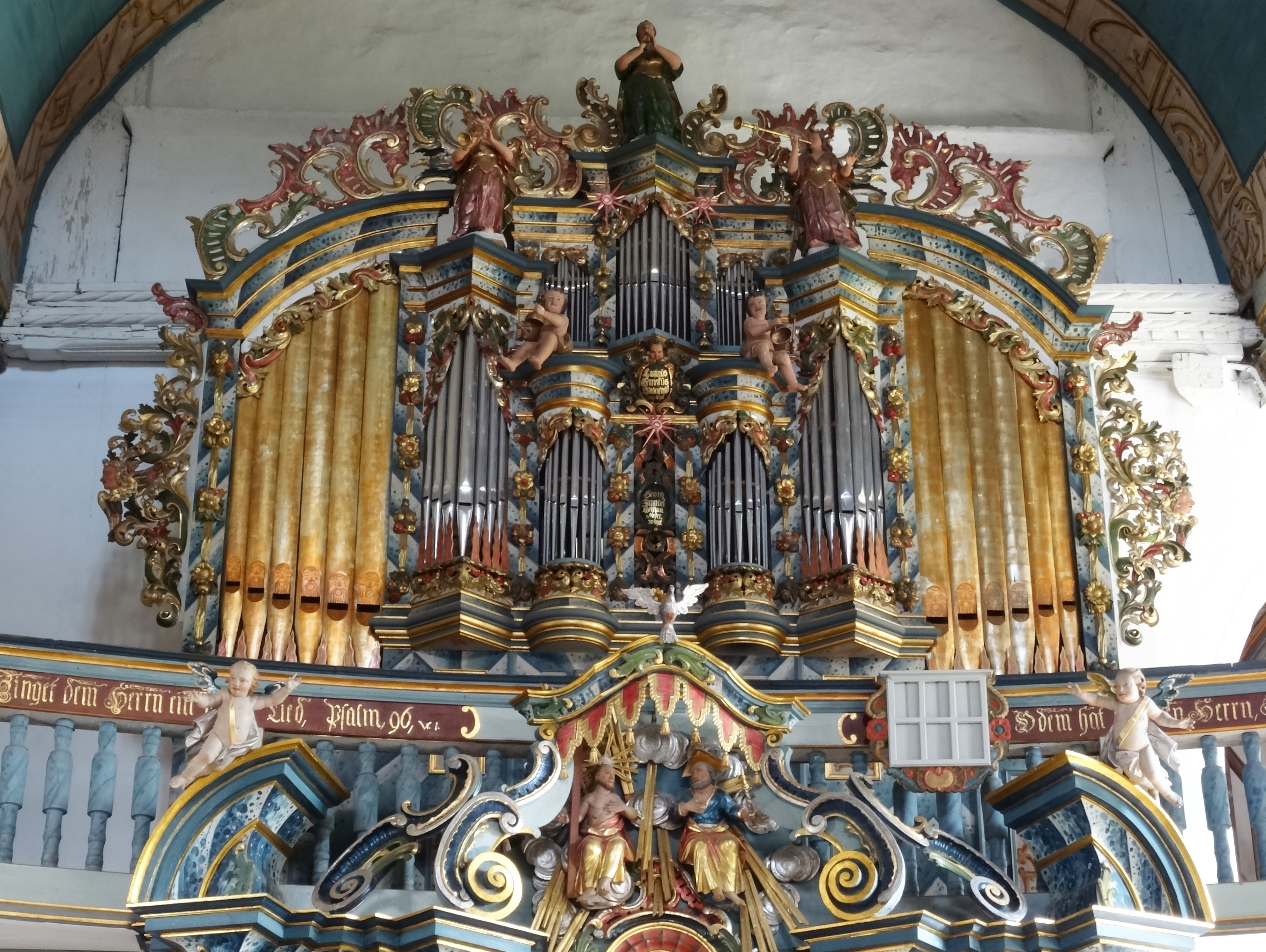
Orgel der Kirche „Zum heiligen Kreuz“ in Bettenhausen

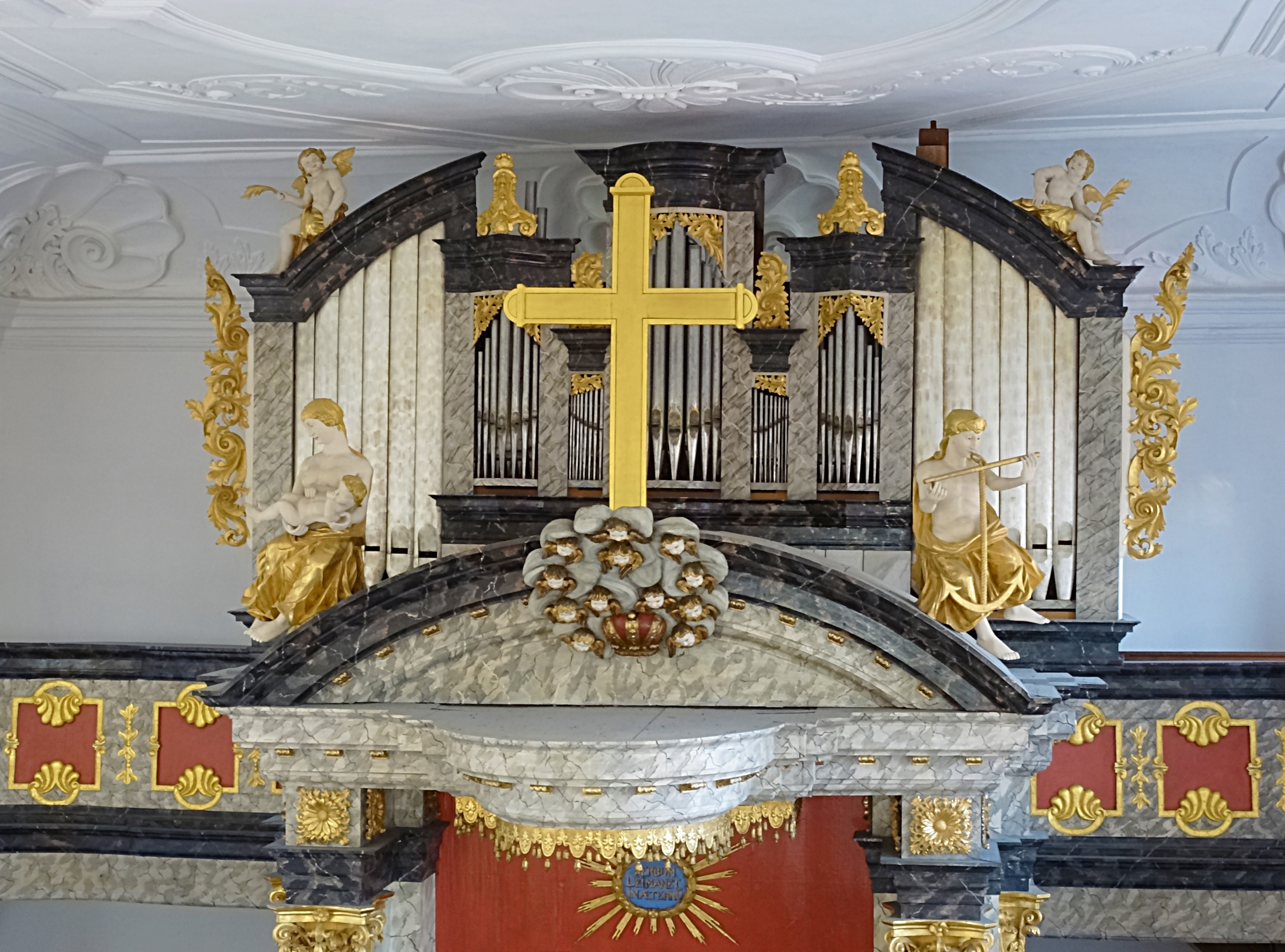
Orgel der Schlosskirche in Völkershausen

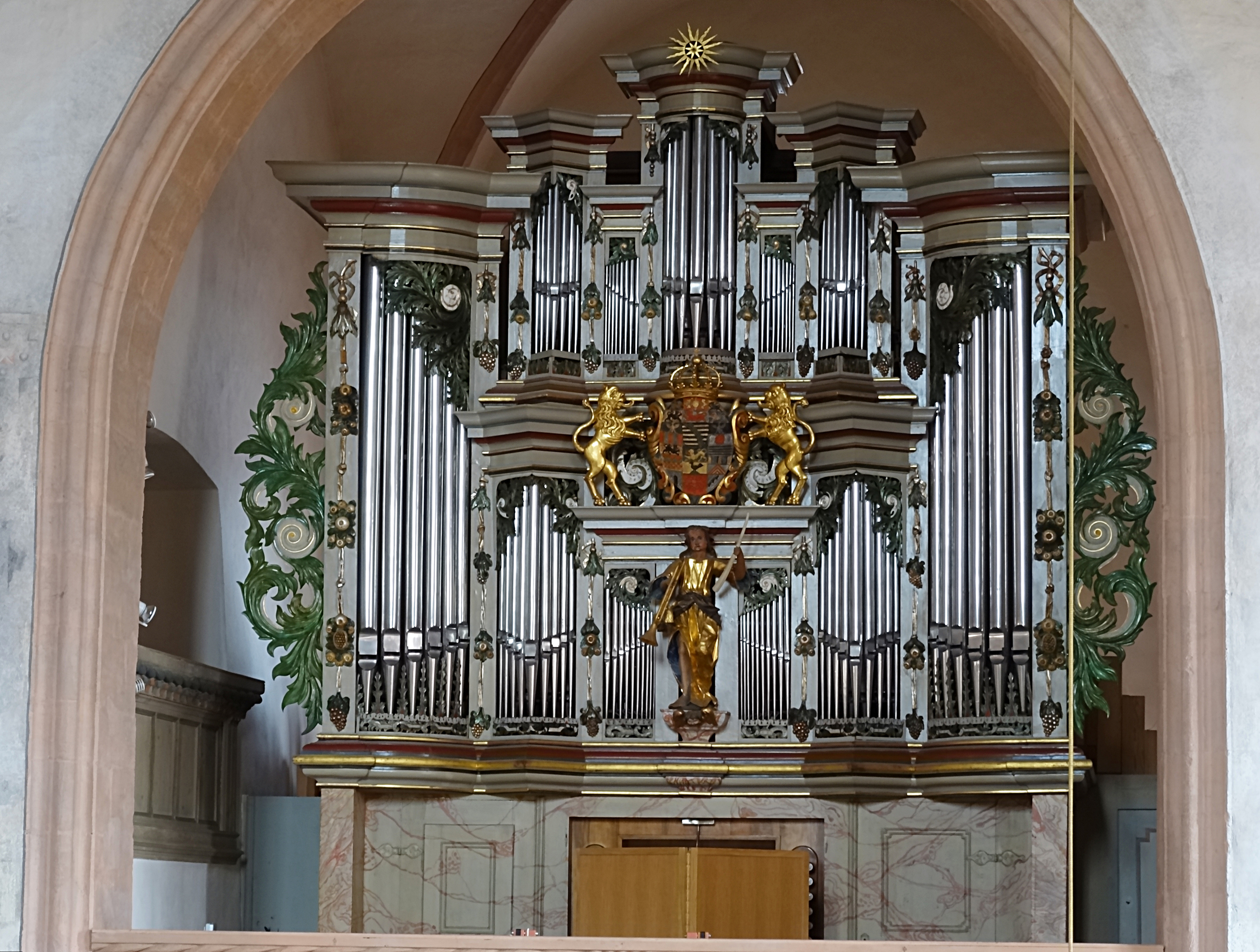
Orgel der Kirchenburg Ostheim vor der Rhön

## Leben und Werke
J. E. Döring lernte den Beruf des Orgelbauers in Erfurt und Römhild, bevor er sich nach einigen Wanderjahren als privilegierter sächsischer Orgelbauer in Ostheim niederließ. Die Stadt beauftragte ihn schon 1737 mit dem Bau einer neuen Orgel für die St. Michael-Kirche. Dieses Instrument ist als barocke Orgel heute noch erhalten, wenn es auch 1847 von Johann Georg Markert II. umgebaut wurde. In Folge baute er noch weitere Orgeln für Kirchen in der Umgebung, 17 lassen sich auf ihn zurückführen. Unter anderem lieferte er 1747 nach Bettenhausen (Kirche Zum Heiligen Kreuz), Völkershausen, Unterweid (1748, ev. St. Marien-Kirche) und Oberwaldbehrungen. Weitere Orte seiner Tätigkeit sind Geroda, Ostheim, Ostheim/Rhön, Sondheim, Waltershausen, Wölfershausen.

## Quelle
- Website der Fa. Orgelbau Hoffmann, Ostheim
- Website von Thüringer Orgelsommer (Memento vom 24. Februar 2015 im Internet Archive)